# Viana do Alentejo
Viana do Alentejo là một huyện thuộc tỉnh Évora, Bồ Đào Nha. Huyện này có diện tích 393 km², dân số thời điểm năm 2001 là 5615 người.